# إيدان رول
إيدان رول (مواليد 27 أبريل 1984) هو سياسي، عارض ومحامي إسرائيلي يشغل حالياً منصب نائب وزير الخارجية.